# Maija Schyghajewa
Maija Chaschetdinqysy Schyghajewa (kasachisch Майя Хажетдинқызы Шығаева, russisch Майя Хажетдиновна Шигаева Maja Chaschetdinowna Schigajewa; * 21. Januar 1927 in Astrachan; † 20. Februar 2017 in Alma-Ata) war eine sowjetische bzw. kasachische Mikrobiologin und Hochschullehrerin.

## Leben
Nach dem Mittelschulabschluss 1944 in Aktjubinsk studierte Schyghajewa am Kasachischen Staatlichen Medizin-Institut in Alma-Ata mit Abschluss 1949. Es folgte die dreijährige Aspirantur an der Akademie der Wissenschaften der Kasachischen Sozialistischen Sowjetrepublik (AN-KasSSR) im Sektor Mikrobiologie. Darauf war sie dort Oberlaborantin und dann wissenschaftliche Mitarbeiterin.
Schyghajewa wurde 1956 wissenschaftliche Sekretärin des Instituts für Mikrobiologie und Virologie der AN-KasSSR. Sie verteidigte 1958 ihre Dissertation über die heilenden Eigenschaften von Bierhefe-Autolysaten bei einer experimentellen Staphylokokken-Infektion mit Erfolg für die Promotion zur Kandidatin der medizinischen Wissenschaften. Ab 1960 arbeitete sie als wissenschaftliche Senior-Mitarbeiterin im Laboratorium für Mikroorganismus-Variabilität. 1963 wurde sie Vizedirektorin des Instituts für Mikrobiologie und Virologie und Leiterin des Laboratoriums für Mikroorganismen-Genetik und Selektion. Sie verteidigte 1969 mit Erfolg ihre Doktor-Dissertation über die Variabilität und Selektion von neue Antibiotika produzierenden blau-violetten Actinobacteria für die Promotion zur Doktorin der biologischen Wissenschaften.
Ab 1972 leitete Schyghajewa den Lehrstuhl für Mikrobiologie der nach S. M. Kirow benannten Kasachischen Staatlichen Universität (KasGU) in Alma-Ata (seit der kasachischen Unabhängigkeit 1991 Al-Farabi-Universität) mit Ernennung zur Professorin 1977. 1975 wurde sie zum Korrespondierenden Mitglied der AN-KasSSR gewählt. Von 1975 bis 1985 war sie Dekanin der Biologie-Fakultät. Ab 2000 war sie Professorin des Lehrstuhls für Mikrobiologie. 2003 wurde sie zum Vollmitglied der Kasachischen Akademie der Wissenschaften gewählt.
Drei Projekte des kasachischen Bildungsministeriums wurden von Schyghajewa geleitet und wissenschaftlich betreut:
- Bewertung des physiologischen und biochemischen Stands und der Bioremediation-Aktivität von Organismen von aktivem Schlamm und Böden für die Entwicklung effektiver Systeme für Schmutzwasser und gestörte Ökosysteme
- Entwicklung von Mikroorganismen-Express-Methoden zur Bewertung der Gesamttoxizität erdölbelasteter Böden und der spezifischen Klärung mit verschiedenen Mikroorganismus-Stämmen
- Erarbeitung der methodischen Grundlagen für  die Selektion von Mikroorganismen-Destruktoren polycyclischer aromatischer Kohlenwasserstoffe

## Ehrungen, Preise
- Ehrenurkunde des Obersten Sowjets der KasSSR (1960)
- Jubiläumsmedaille „Zum Gedenken an den 100. Geburtstag von Wladimir Iljitsch Lenin“ (1970)
- Verdiente Wissenschaftlerin der KasSSR (1977)
- Orden der Völkerfreundschaft (1981)
- Ehrendiplom mit Eintragung ins Goldene Buch der KasSSR (1986)
- Medaille „Veteran der Arbeit“ (1989)
- Staatsstipendium des Präsidenten der Republik Kasachstan (1995)
- Orden Parasat (1996)[4]
- Auszeichnung des Bildungs- und Wissenschaftsministeriums der Republik Kasachstan (1997)
- Goldmedaille für herausragende Erfolge im Bereich Wissenschaft und bildung der Republik Kasachstan und der Kasachischen Universität (2009)